# 콘스탄틴 지랴노프
콘스탄틴 지랴노프(러시아어: Константин Георгиевич Зырянов, Konstantin Georgiyevich Zyryanov, 1977년 10월 5일, 러시아 SFSR 페름 ~ )는 러시아의 전 축구 선수이자, 제니트 상트페테르부르크 U-21팀의 감독이다. 그의 현역 시절 포지션은 중앙 미드필더였다.

## 국가대표팀
지랴노프는 2006년에 국가대표팀에 데뷔해, 유로 2008 대회에서 메이저 데뷔를 했고, 그리스와의 2차전에서 결승골을 넣었다. 그는 러시아 대표팀의 주전 선수로 출전해 팀의 4강 진출을 이끌었으며, 이 대회의 올스타 팀에 선정되었다.

## 수상
암카르 페름
- 1998년 러시아 세컨드 디비전 우승

 제니트
- 러시아 프리미어리그 : 2007, 2010, 2011-12
- UEFA 컵 : 2007-08
- UEFA 슈퍼컵 : 2008
- 러시아 컵 : 2009-10
- 러시아 슈퍼컵 : 2008, 2011

 러시아
- UEFA 유로 2008 4강

개인
- 2007년 러시아 올해의 선수상
- UEFA 유로 2008 올스타팀